# Espasande (Riotorto)
Espasande(llamada oficialmente Santa María de Espasande de Baixo) es una parroquia española del municipio de Riotorto, en la provincia de Lugo, Galicia.

## Otras denominaciones
La parroquia también es conocida por el nombre de Santa María de Espasande.

## Organización territorial
La parroquia está formada por siete entidades de población, constando seis de ellas en el nomenclátor del Instituto Nacional de Estadística español:
- Carboeiro
- Cruz (A Cruz)
- Hermida (A Ermida)
- Lorigados
- Mazo de Ferreira (O Mazo)
- Navallos (O Navallo)
- Pedregal (O Pedregal)

## Demografía
| Gráfica de evolución demográfica de Espasande entre 2000 y 2021 |
|                                                                 |
| Datos según el nomenclátor publicado por el INE.                |